# Karl Müller (CDU)
Pour les articles homonymes, voir Müller et Karl Müller.
Karl Müller est un homme politique allemand, né le 29 juillet 1884 à Viersen (Empire allemand) et mort le 18 avril 1964 à Bonn (RFA).
Membre du Zentrum puis de la CDU, il est ministre de l'Agriculture et de l'Alimentation pendant trois jours en 1922.